# Getrokken schommelvork
Een getrokken schommelvork is de gebruikelijkste achterwielophanging van een motorfiets, waarbij een vork aan twee zijden het achterwiel gedeeltelijk omsluit. 
Er kan echter ook sprake zijn van een getrokken schommelvoorvork.